# Wüsten Afghanistans

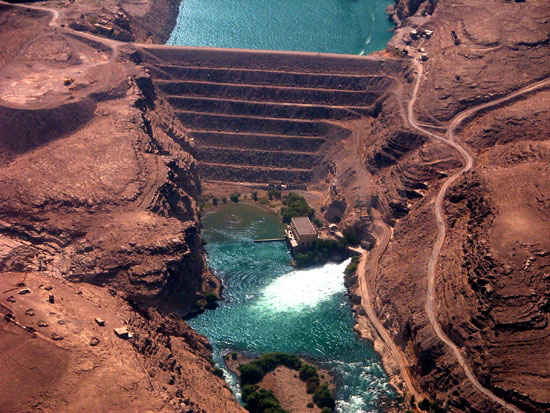
Der 1953 erbaute Kajakai-Damm staut den Fluss Hilmand Rud (2004)

Die Wüsten Afghanistans gehören zum Iranischen Hochland. Sie stehen, bedingt durch die Wendekreislage, unter dem Einfluss der Passatzirkulation und sind somit Wendekreiswüsten. Neben diesen Folgen wird die Aridität durch umliegende regenabschirmende Gebirge verstärkt.
Der südliche Teil Afghanistans ist fast vollständig ein Wüstengebiet. In den Gebirgen Zentral- und Nordafghanistans fällt zwar mehr Regen als in den Südregionen, dennoch gibt es viele sehr trockene Stellen – besonders im Regenschatten der Berge.
Der Fluss Hilmend teilt die Wüstenflächen Südafghanistans in eine östliche und eine westliche Hälfte. Östlich des Hilmend liegt die Wüste Rigestan (auch Registan, „Sandland“). Rigestan ist eine sandige und spärlich bewachsene Wüste von rund 25.000 km² Ausmaß, die von Belutschen beweidet wird. Westlich des Hilmend liegt die vorwiegend aus Schotter und Lehmflächen aber auch aus Salztonebenen bestehende Dascht-e Margoh.